# Reacție Thorpe
Reacția Thorpe este o reacție organică descrisă ca fiind o auto-condensare a nitrililor alifatici, prin intermediari enamine, fiind catalizată de baze. Reacția a fost descoperită de către Jocelyn Field Thorpe.

## Reacția Thorpe-Ziegler
Reacția Thorpe-Ziegler  (denumită după Jocelyn Field Thorpe și Karl Ziegler) este variantă a reacției Thorpe care presupune o condensare intramoleculară, astfel că în urma acesteia, prin hidroliză acidă, se obține o cetonă ciclică. Această reacție este asemănătoare cu condensarea Dieckmann.

Mecanismul reacției Thorpe-Ziegler